# Snuf de hond in oorlogstijd
Snuf de Hond in oorlogstijd is een speelfilm die in de zomer van 2008 in de bioscoop in première is gegaan. Het verhaal is gebaseerd op het eerste boek van de serie Snuf de hond van Piet Prins (pseudoniem van Piet Jongeling) uit 1953. De film werd in november 2008 door de Evangelische Omroep (EO) op televisie uitgezonden als een deel van een 8-delige reeks. Naast de film is ook het verhaal Snuf de Hond en de jacht op Vliegende Volckert verfilmd.

## Het verhaal
De ouders van een jongeman, Tom, komen om bij een bombardement door de Duitsers in de Tweede Wereldoorlog. Tom komt terecht in het weeshuis, maar wordt door zijn oom Tjerk overgebracht naar boerderij De Vredenhoeve in Friesland. De opstandige Tom krijgt van zijn opa Bauke een hond. Hij noemt hem Snuf en gaat geregeld met de hond op pad. Op een dag redt hij een Engelse piloot en neemt hem mee naar huis. Daar duikt de piloot onder, om te voorkomen dat hij gevangen wordt genomen door de Duitsers en wordt gedood.
Ook redt Tom een Joods meisje, dat ondergedoken was bij een naburige boerderij, van de dood. Samen proberen zij de Engelsen te helpen om de streek, waarin Tom woont, te bevrijden. Het plan dreigt mis te gaan als een verrader de Engelse troepen in een hinderlaag wil lokken. Mirjam is tot over haar oren verliefd op Tom, op het einde geeft ze hem een kus op zijn mond. 